# Stadt- und Landgericht Zerbst
Das Stadt- und Landgericht Zerbst war bis 1850 eine Gerichts- und Verwaltungseinheit im Herzogtum Anhalt-Dessau mit Sitz in Zerbst.

## Justizamt Zerbst
Das Justizamt Zerbst war bis 1849 eine Gerichts- und Verwaltungseinheit im Herzogtum Anhalt-Dessau mit Sitz in Zerbst. Mit der Zerbster Teilung wurde das Fürstentum Anhalt-Zerbst unter den drei verbliebenen Linien Anhalts aufgeteilt. Anhalt-Dessau erhielt dabei die Stadt Zerbst, das Amt Zerbst (ohne die Dörfer Stackelitz und Weiden), vom Amt Lindau die Dörfer Nedlitz und Reuden, vom Amt Roßlau einige Zubehörteile und das Amt Walternienburg. Hierzu kamen noch die Rittergüter Dobritz, Grimme, Jütrichau, Krakau (bei Coswig), Polenzko und Golmenglin (bei Grimme). Das so erweiterte Amt Zerbst bestand aus zwei Teilen, die durch die Anhalt-Köthener Ämter Roßlau und Lindau getrennt war. Das Amt Walternienburg wurde 1815 an Preußen abgetreten. Ab 1819 wurden die landesherrlichen Verwaltungs- und Gerichtseinheiten in Anhalt-Dessau einheitlich Justizamt genannt. Es umfasste die Städte Zerbst und Ankuhn und 24 Dörfer. Die Jurisdiktion des Fürsten von Anhalt-Dessau war jedoch dahingehend eingeschränkt, dass die Stadt Zerbst selbst über ein eigenes Stadtgericht verfügte und neun der Dörfer Patrimonialgerichte hatten. Das Justizamt bestand aus den Städten Zerbst und Ankuhn und den Dörfer Badetz, Bias, Bone, Dobritz, Eichholz, Gödnitz, Golmenglin, Grimme, Hagendorf, Hohenlepte, Jütrichau, Kermen, Krakau mit Rathsbruch, Luso, Leps, Nedlitz, Niederlepte, Nutha, Pakendorf, Polenzko, Bärenthoren, Reuden, Rietzmeck, Steckby und Steutz. Das Justizamt war sowohl Gericht erster Instanz als auch Verwaltungsbehörde. Als Appellationsgericht diente die herzogliche Regierung in Dessau.

## Stadtgericht Zerbst
Die Stadt Zerbst verfügte sowohl über die niedrige als auch die hohe Gerichtsbarkeit. Im Jahre 1572 wurde auch der Schöppenstuhl auf den Rat übertragen. In einem Vergleich mit dem Fürsten wurden 1653 die Grenzen der städtischen Gerichtsbarkeit festgelegt. Im Jahre 1568 erreichte der Rat eine vollständige Übertragung der Gerichtsbarkeit.

## Neuorganisation 1849/50
Das Justizamt und das Stadtgericht Zerbst wurden mit Verordnung vom 20. Juni 1849 zum Stadt- und Landgericht Zerbst vereinigt. Mit der Märzrevolution war eine umfassende Verwaltungs- und Justizreform verbunden. Die Trennung der Rechtsprechung von der Verwaltung wurde eingeführt und die Patrimonialgerichte abgeschafft. Die Verwaltungsaufgaben übernahmen die Kreisdirektionen und die Gerichtsfunktionen die Kreisgerichte und Kreisgerichtskommissionen. Für die Justiz entstand so das Kreisgericht Zerbst. Dieses war dem Oberlandesgericht Dessau in zweiter und Oberappellationsgericht Jena letzter Instanz übergeordnet. Die Verwaltungsaufgaben übernahm die Kreisdirektion Zerbst.